# Marcelo Bielsa
Marcelo Alberto Bielsa Caldera (Rosario, 21 juli 1955) is een Argentijns voetbaltrainer en voormalig voetballer.

## Managercarrière
Bielsa stopte op zijn vijfentwintigste zijn spelersloopbaan als verdediger en werd trainer. Hij boekte successen met Newell's Old Boys en Vélez Sársfield.

### Argentijns voetbalelftal
Bielsa werd in 1998 bondscoach van Argentinië. Hij tekende een contract voor vier jaar en volgde Daniel Passarella op. In de eerste wedstrijd onder zijn leiding, op 3 februari 1999 in Maracaibo, won Argentinië in een vriendschappelijke interland met 2–0 in en van Venezuela. Bielsa won in de voorrondes voor het wereldkampioenschap 2002 in Japan en Zuid-Korea met zijn ploeg de Zuid-Amerikaanse kwalificatieronde. Op het WK werd Argentinië uitgeschakeld in de groepsfase in een groep met Zweden, Engeland en Nigeria. In 2004 leidde Bielsa Argentinië naar een gouden medaille op de Olympische Zomerspelen van 2004. Door deze prestatie werd Argentinië het eerste Zuid-Amerikaanse voetbalteam dat een olympische titel won sinds Uruguay Argentinië versloeg in de finale in 1928. Bielsa nam eind 2004 ontslag als Argentijns bondscoach. Hij werd opgevolgd door José Pékerman.

### Chileens voetbalelftal
Bielsa was Chileens bondscoach van 2007 tot 2011. Hij kwalificeerde zich in 2010 met de ploeg voor het WK in Zuid-Afrika dat jaar nadat het team er de twee vorige edities niet in was geslaagd om zich te kwalificeren. Na het WK deden geruchten de ronde dat Bielsa zou opstappen als bondscoach van Chili, waarop protesten volgden van supporters. Bielsa dreigde zijn post als bondscoach te verlaten als Jorge Segovia werd verkozen tot voorzitter van de Chileense voetbalbond. Toen dit daadwerkelijk gebeurde, kwam hij zijn woorden in februari 2011 na, hoewel de aanstelling van Segovia nog werd geannuleerd.

### Athletic Bilbao
Bielsa werd in juli 2011 aangesteld als trainer van Athletic Bilbao. Bilbao had zich het voorgaande seizoen geplaatst voor de Europa League en zat in een poule met Red Bull Salzburg, Paris Saint-Germain en Slovan Bratislava. Bielsa slaagde erin zijn ploeg door de groepsfase te loodsen. In de zestiende finales moest Bilbao het opnemen tegen Lokomotiv Moskou. Na een 2–1-nederlaag in Moskou won Bilbao vervolgens met 1–0 in het eigen San Mamés. Daardoor mocht Bilbao het in de achtste finales opnemen tegen Manchester United. Door een 2–3 overwinning op Old Trafford en een 2–1 overwinning in eigen huis stootte Bilbao door naar de kwartfinales. Ook FC Schalke 04 werd verslagen door een 2–4 overwinning in de Veltins-Arena en een 2–2 gelijkspel in San Mamés. In de halve finales bevonden zich vervolgens enkel nog Iberische ploegen. Bilbao nam het op tegen Sporting Portugal en in de andere halve finale speelden de Spaanse ploegen Atlético Madrid en Valencia CF tegen elkaar. Bilbao verloeg Sporting met 4–3 over twee wedstrijden en moest het in de finale in Boekarest opnemen tegen Atlético Madrid. Die finale op 9 mei 2012 werd met 3–0 verloren, onder meer door twee doelpunten van Radamel Falcao. Naast de finale van de Europa League slaagde Bielsa er ook in om zich met Bilbao te plaatsen voor de finale van de Copa del Rey. Ook deze finale werd verloren met 3–0, van FC Barcelona. Bilbao eindigde in het seizoen 2012/13 als twaalfde en de club besloot om het aflopende contract van Bielsa niet te verlengen.

### Olympique Marseille
De toenmalige voorzitter van Olympique Marseille, Vincent Labrune, presenteerde Bielsa op 2 mei 2014. Hij tekende een tweejarig contract, dat inging na het WK 2014 in Brazilië. Marseille werd vierde, een plaats die recht gaf op deelname aan de UEFA Europa League in het seizoen 2015/16. Op 8 augustus 2015, na één speeldag van het seizoen 2015/16 stapte Bielsa op als gevolg van conflicten met het bestuur van Olympique Marseille.

### SS Lazio
Bielsa werd op 6 juli 2016 aangesteld als hoofdtrainer van SS Lazio, maar stapte twee dagen later op. Lazio klaagde Bielsa daarop aan voor een bedrag van 50 miljoen euro wegens contractbreuk.

### OSC Lille
Bielsa werd in februari 2017 aangesteld als hoofdtrainer van Lille OSC met ingang van het seizoen 2017/18. Hier zou hij worden herenigd met Franck Passi, zijn vroegere assistent bij Olympique Marseille. Na een reeks teleurstellende resultaten besloot Lille zich op 15 december 2017 te ontdoen van Bielsa. Hij werd opgevolgd door Christophe Galtier, oud-trainer van AS Saint-Étienne.

### Leeds United
Bielsa streek in 2018, tegen ieders verwachtingen in, neer bij Leeds United, dat toen nog uitkwam in de Football League Championship, het tweede niveau van Engeland. Hoewel het zijn eerste keer als trainer in Engeland was, maakte hij zich al snel geliefd bij de fans met zijn inmiddels legendarische karakteristieken, zoals het hurken tijdens de wedstrijd of zijn interviews met behulp van een vertaler. Hij dwong in 2020 promotie af en leidde Leeds United voor het eerst in zestien jaar terug naar de Premier League.

## Erelijst
Argentinië onder 23
- Olympische Zomerspelen: 2004
- CONMEBOL Pre-Olympisch toernooi: 2004

 Newell's Old Boys
- Primera División: 1991 Apertura, 1992 Clausura

 Vélez Sarsfield
- Primera División: 1998 Clausura

 Leeds United
- EFL Championship: 2019/20

Individueel
- IFFHS Beste nationale trainer van de Wereld: 2001
- Zuid-Amerikaans trainer van het Jaar: 2009
- EFL Championship Trainer van de Maand: augustus 2018, november 2019
- FIFA Fair Play Award: 2019

1 Burgos ·
2 Ayala ·
3 Sorín ·
4 Pochettino ·
5 Almeyda ·
6 Samuel ·
7 C. López ·
8 Zanetti ·
9 Batistuta  ·
10 Ortega ·
11 Verón ·
12 Cavallero ·
13 Placente ·
14 Simeone ·
15 Husaín ·
16 Aimar ·
17 G. López ·
18 González ·
19 Crespo ·
20 Gallardo ·
21 Caniggia ·
22 Chamot ·
23 Bonano ·
Coach: Bielsa
1 Abbondanzieri ·
2 Ayala  ·
3 Sorín ·
4 Quiroga ·
5 Mascherano ·
6 Heinze ·
7 Saviola ·
8 Zanetti ·
9 Figueroa ·
10 D'Alessandro ·
11 Tévez ·
12 Cavallero ·
13 Placente ·
14 Rodríguez ·
15 Fernández ·
16 L. González ·
17 M. González ·
18 K. González ·
19 Delgado ·
20 Medina ·
21 Rosales ·
22 Coloccini ·
Coach: Bielsa
1 Caballero ·
2 Ayala ·
3 Burdisso ·
4 Coloccini ·
5 Mascherano ·
6 Heinze ·
7 Saviola ·
8 Delgado ·
9 Figueroa ·
10 Tévez ·
11 K. González ·
12 Rosales ·
13 Medina ·
14 Rodríguez ·
15 D'Alessandro ·
16 L. González · 
17 M. González ·
18 Lux ·
Fernández ·
Coach: Bielsa